# AHL 1940/41
Die Saison 1940/41 war die fünfte reguläre Saison der American Hockey League (AHL). Während der regulären Saison bestritten die neun Teams der Liga jeweils 56 Spiele. Die sechs besten Mannschaften der AHL spielten anschließend in einer Play-off-Runde um den Calder Cup.

## Teamänderungen
Folgende Änderungen wurden vor Beginn der Saison vorgenommen:
- Die Syracuse Stars wurden nach Buffalo, New York, umgesiedelt und spielten fortan unter dem Namen Buffalo Bisons

## Reguläre Saison

### Abschlusstabellen
Abkürzungen: GP = Spiele, W = Siege, L = Niederlagen, T = Unentschieden, OTL = Niederlage nach Overtime, GF = Erzielte Tore, GA = Gegentore, Pts = Punkte

Erläuterungen: In Klammern befindet sich die Platzierung innerhalb der Conference;       = Playoff-Qualifikation,       = Division-Sieger,       = Conference-Sieger

#### Reguläre Saison
| East Division         | GP | W  | L  | T | GF  | GA  | Pts |
| --------------------- | -- | -- | -- | - | --- | --- | --- |
| Providence Reds       | 56 | 31 | 21 | 4 | 196 | 171 | 66  |
| New Haven Eagles      | 56 | 27 | 21 | 8 | 179 | 153 | 62  |
| Springfield Indians   | 56 | 26 | 21 | 9 | 157 | 149 | 61  |
| Philadelphia Ramblers | 56 | 25 | 25 | 6 | 166 | 167 | 56  |

| West Division         | GP | W  | L  | T  | GF  | GA  | Pts |
| --------------------- | -- | -- | -- | -- | --- | --- | --- |
| Cleveland Barons      | 56 | 26 | 21 | 9  | 177 | 162 | 61  |
| Hershey Bears         | 56 | 24 | 23 | 9  | 193 | 189 | 57  |
| Pittsburgh Hornets    | 56 | 21 | 29 | 6  | 156 | 170 | 48  |
| Buffalo Bisons        | 56 | 19 | 27 | 10 | 148 | 176 | 48  |
| Indianapolis Capitals | 56 | 17 | 28 | 11 | 133 | 168 | 45  |

### Beste Scorer
Abkürzungen: GP = Spiele, G = Tore, A = Assists, Pts = Punkte, +/- = Plus/Minus, PIM = Strafminuten; Fett: Saisonbestwert
| Spieler          | Team                  | GP | G  | A  | Pts | PIM |
| ---------------- | --------------------- | -- | -- | -- | --- | --- |
| Les Cunningham   | Cleveland Barons      | 56 | 22 | 42 | 64  | 10  |
| Fred Thurier     | Springfield Indians   | 41 | 29 | 31 | 60  | 36  |
| Glenn Brydson    | Springfield Indians   | 54 | 20 | 36 | 56  | 28  |
| Ab DeMarco       | Providence Reds       | 55 | 20 | 34 | 54  | 13  |
| Wally Kilrea     | Hershey Bears         | 55 | 17 | 37 | 54  | 0   |
| Lloyd Roubell    | Pittsburgh Hornets    | 53 | 22 | 31 | 53  | 14  |
| George Patterson | New Haven Eagles      | 45 | 19 | 33 | 52  | 33  |
| Lude Wareing     | Philadelphia Ramblers | 55 | 24 | 25 | 49  | 12  |
| Bob Gracie       | Buffalo Bisons        | 56 | 22 | 26 | 48  | 2   |
| Herb Foster      | Philadelphia Ramblers | 53 | 24 | 22 | 46  | 18  |
| Pat McReavy      | Hershey Bears         | 51 | 21 | 25 | 46  | 2   |

## Calder-Cup-Playoffs

### Modus
Für die Play-offs qualifizierten sich die sechs besten Mannschaften der American Hockey League. Die beiden Sieger aus den Duellen der Mannschaften auf den Plätzen zwei bis vier trafen in der zweiten Runde aufeinander, während der Gewinner aus dem Duell der beiden Divisionsgewinner durch ein Freilos automatisch für das Finale qualifiziert war. Die ersten beiden Play-off-Runden fanden im Modus Best-of-Three statt, wobei die beiden Divisionsgewinner im Modus Best-of-Five um die Finalteilnahme spielten. Das Finale selbst wurde ebenfalls im Modus Best-of-Five ausgespielt.

### Play-off-Übersicht

#### Erste Runde
- (W1) Cleveland Barons – (E1) Providence Reds 3:1
- (W2) Hershey Bears – (E2) New Haven Eagles 2:0
- (W3) Pittsburgh Hornets – (E3) Springfield Indians 2:1

#### Zweite Runde
- (W1) Freilos für die Cleveland Barons
- (W2) Hershey Bears – (W3) Pittsburgh Hornets 2:1

#### Finale
- (W1) Cleveland Barons – (W2) Hershey Bears 3:2

## Vergebene Trophäen

### Mannschaftstrophäen
| Auszeichnung                                                            | Team             |
| ----------------------------------------------------------------------- | ---------------- |
| Calder Cup Gewinner der AHL-Playoffs                                    | Cleveland Barons |
| F. G. „Teddy“ Oke Trophy Bestes Team der West Division, reguläre Saison | Cleveland Barons |